# ФК Орошхаза

ФК Орошхаза (мађ. Orosháza Futball Club), је био мађарски фудбалски клуб. Седиште клуба је било у Орошхази, Бекеш, Мађарска. Боје клуба су жута и црна. До 2015. године се такмичио у НБ III центар, када је престао да егзистира.
Један од успеха му је био квалификација у другу мађарску лигу у сезони 2009/10. након што је освојио првенство у НБ III - групи велика равница. Реорганизацијом друголигаша клуб је испао у трећу лигу.